# Poliudie

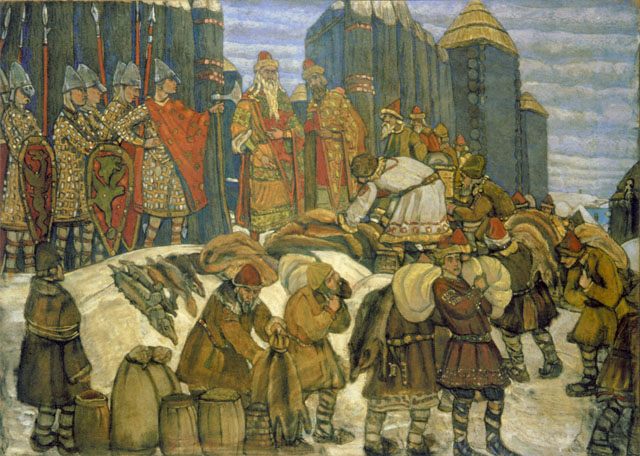
Poliudie, de Nikolái Roerich.

Poliudie (del ruso: полюдье) era el proceso usado por los gobernantes de la Rus de Kiev para recolectar el tributo de las tribus vasallas eslavas.
El poliudie es descrito en De Administrando Imperio por el emperador bizantino Constantino Porfirogéneta. En invierno, el gobernante de Kiev salía en rondas, visitando a los dregóviches, kríviches, drevlianos, severianos y otras tribus subordinadas de eslavos orientales. Algunas pagaban tributo en dinero, y otras con esclavos. En abril, el príncipe volvía a Kiev.
La Crónica de Néstor indica que Olga de Kiev cambió el método de recolección de tributo. La crónica reporta que su esposo, Ígor de Kiev, fue asesinado por los drevlianos, enfurecidos porque Ígor intentaba recolectar un tributo mayor al acordado. Luego de su muerte, Olga nombró a sus propios oficiales para recolectar y llevas los tributos, al menos en algunas áreas de su dominio, prefiriendo no depender de jefes locales y el sistema de poliudie. Valentín Yanin sugiere que la reforma de Olga fue el primer indicio de la ley de la Rus, más tarde codificada en la Rúskaya Pravda.